# Storia del Madagascar

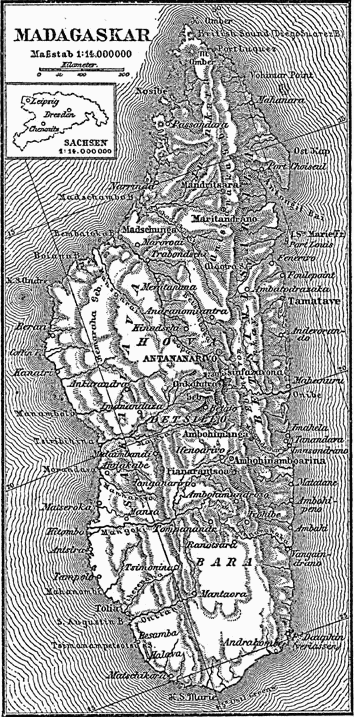
Mappa del Madagascar, 1888

La storia del Madagascar è una storia di isolamento; le specie animali e vegetali e le culture indigene hanno seguito uno sviluppo indipendente da quello dell'Africa e di altre isole dell'Oceano Indiano. I contatti relativamente sporadici con gli arabi contribuirono a diffondere anche verso l'Occidente l'idea di un'isola straordinaria, misteriosa, con una flora e una fauna tali da alimentare miti di creature fantastiche come quelle di cui narra Marco Polo nel Milione. Quando i primi esploratori europei giunsero sulla "grande isola", trovarono un gran numero di etnie di diversa provenienza, che avevano dato luogo a un amalgama culturale e linguistico unico. La tratta degli schiavi e la colonizzazione non furono sufficienti a distruggere l'incredibile atipicità dell'isola.

## Storia antica

Laurasia e Gondwana

Si ritiene che il Madagascar fosse parte del supercontinente di Gondwana, e che fosse quindi unito all'Africa, da cui si sarebbe staccato circa 140 milioni di anni fa. In un primo periodo, il canale di Mozambico che separa il Madagascar dalla costa africana fu di dimensioni abbastanza ridotte da permettere qualche sporadica traversata da parte delle forme di vita animali o vegetali; in seguito, la fauna e la flora malgasce rimasero isolate, prendendo vie evolutive completamente differenti da quelle del continente. Testimonianza di questo isolamento biologico sono animali come i lemuri, presenti solo in Madagascar, o il fossa, l'unico grande predatore, una sorta di mangusta, che, per un fenomeno di convergenza evolutiva, prese l'aspetto dei grandi felini africani. Più in generale, lo straordinario tasso di endemismo della flora e della fauna del Madagascar testimoniano direttamente del suo antico isolamento. Sebbene l'ampiezza dello Stretto del Mozambico non fosse tale da impedire alle popolazioni africane di attraversarlo, l'uomo giunse in Madagascar solo 2000 anni fa, e questi antichi colonizzatori non provenivano dall'Africa.

## L'arrivo dell'uomo
Secondo la mitologia malgascia, i primi colonizzatori del Madagascar, da cui tutte le popolazioni indigene discenderebbero, erano un popolo di misteriosi esseri umani di bassa statura, chiamati Vazimba. Ancora oggi molti malgasci ritengono che gli spiriti degli antenati Vazimba veglino sulla loro terra, e interi clan vantano una discendenza particolarmente pura o diretta da questa stirpe leggendaria.
Secondo gli studiosi moderni, i primi colonizzatori giunsero probabilmente dall'Indonesia e dalla Malaysia. In un viaggio incredibile, queste popolazioni di origine polinesiana avrebbero navigato per 6000 km, attraversando l'Oceano Indiano da un capo all'altro su canoe a bilanciere, colonizzando sia le Comore che il Madagascar. È possibile che abbiano viaggiato costeggiando prima l'Asia meridionale e poi l'Africa orientale; e in effetti, imbarcazioni di tipo indonesiano sono diffuse in gran parte della costa africana che si affaccia sull'Oceano Indiano. Moltissimi elementi suffragano l'idea di un'origine asiatica del popolo malgascio, a partire da considerazioni linguistiche (la lingua malgascia viene classificata nelle lingue austronesiane), somatiche, e culturali (per esempio la diffusione in Madagascar di culture orientali come il riso). Inoltre, la colonizzazione del Madagascar verrebbe così a qualificarsi come parte del grande movimento di espansione austronesiana a cui si deve anche il popolamento di Giava, Sumatra, Polinesia, Micronesia, Hawaii e Isola di Pasqua. Da questi primi colonizzatori malesi-indonesiani discendono etnie malgasce dai tratti chiaramente orientali, come i Merina.
Poco tempo dopo l'arrivo dei primi colonizzatori, gruppi di origine bantu iniziarono a giungere dall'Africa. Etnie di chiara origine africana come i Sakalava o i Bara ebbero fin da tempi antichi rapporti con i Merina e gli altri indonesiani, dando luogo a una sorta di cultura mista in cui talvolta le differenze etniche corrispondevano a stratificazioni in caste della società. La lingua malgascia conserva tracce di questo antico interscambio con la presenza di numerosi etimi di origine bantu. Di origine bantu è anche, per esempio, la valiha, strumento musicale nazionale e utilizzata spesso nelle cerimonie tradizionali malgasce. L'eredità bantu è più marcata nelle zone meridionali dell'isola, dove il bestiame (costituito da zebù) svolge un ruolo sociale molto simile a quello che si osserva nei popoli pastorali del continente.

## Antichi contatti con Arabi ed Europei
I navigatori arabi conoscevano il Madagascar già molto tempo prima che vi giungessero i primi europei. È probabile che Marco Polo, descrivendo nel Milione il Madegascar (che non aveva visitato, ma di cui aveva sentito parlare durante i suoi viaggi in Asia) attingesse direttamente o indirettamente da fonti arabe. Molti studiosi ritengono che Polo avesse fatto confusione, e intendesse in effetti parlare di Mogadiscio; tuttavia, sulla base del racconto di Polo, i cartografi europei iniziarono a scrivere "Madagascar" sulle mappe. In un celebre passaggio, Polo menziona un uccello gigantesco, simile al mitologico Roc:
(Marco Polo, Milione)
In effetti, i viaggiatori arabi che avevano visitato il Madagascar potrebbero aver visto l'Aepyornis, uccello di oltre tre metri di altezza. Tuttavia, è anche appurato che in Madagascar non ci sono mai stati elefanti.

## Influenza araba
Secondo la tradizione malgascia, i primi arabi a stabilirsi in Madagascar erano profughi della guerra civile che seguì la morte di Maometto, nel 632 d.C. Le prime prove storiche di insediamenti risalgono al X o XI secolo; si trattava di commercianti arabi di schiavi provenienti da Zanzibar, che attingevano anche dalle popolazioni costiere del Madagascar. Alcune etnie malgasce discendono da questi antichi schiavisti; le origini dei popoli Antemoro e Antanosy, sulla costa orientale, si fanno risalire a un insediamento di questo tipo, chiamato Zafiraminia. Le loro colonie, tra cui Mahajanga e Vohemar, facevano capo al sistema feudale dei sultanati arabi. Gli Antalaotra sarebbero, invece, i discendenti di successive migrazioni arabe; essi furono i primi a portare l'Islam sull'isola.
Anche in questo caso, la cultura malgascia mantiene numerose tracce dell'influenza importante che gli arabi esercitarono (pur essendo sicuramente in numero molto ridotto rispetto agli indonesiani e ai bantu). Hanno nomi di origine araba, in lingua malgascia, le stagioni, i mesi, i giorni della settimana e le monete, e numerose forme di saluto. Maghi arabi si insediarono probabilmente nelle corti di molti regni tribali malgasci, e dalla loro tradizione derivano le pratiche astrologiche dei divinatori noti col nome di ombiasy. Furono inoltre gli arabi a trasmettere ai popoli malgasci il sistema patriarcale, che soppiantò in parte il precedente matriarcato tipico delle popolazioni austronesiane.
Al termine delle migrazioni di popolazioni arabe, il Madagascar contava 18 etnie, ciascuna con la propria cultura, la propria lingua e la propria religione. Fu questo caleidoscopio di civiltà che si prospettò ai primi esploratori e coloni europei.

## L'arrivo degli europei

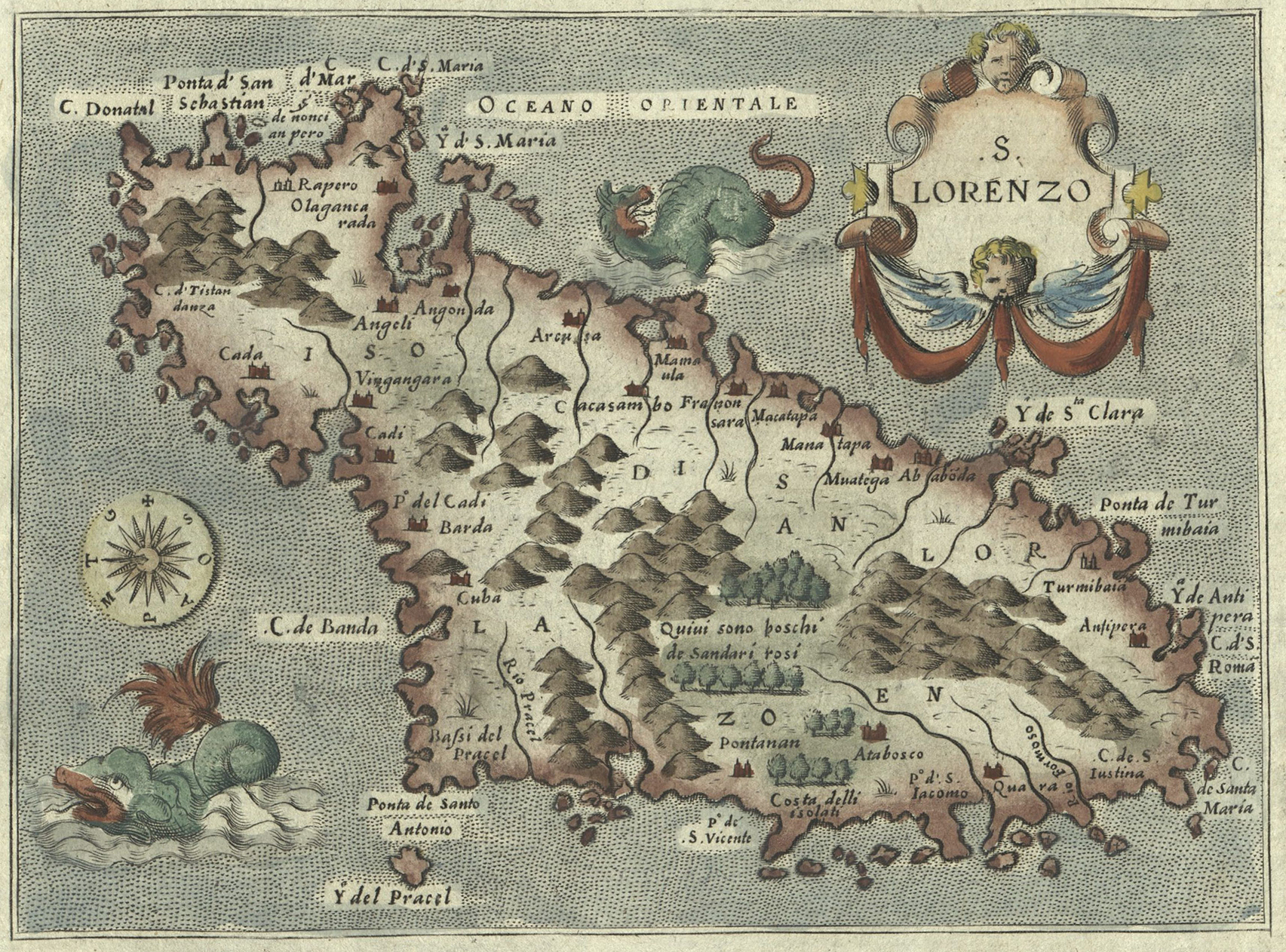
S. Lorenzo [Madagascar], L'Isole pu Famose del Mondo, 1572

I primi europei a sbarcare in Madagascar furono i portoghesi della flotta di Diogo Dias, nel 1500. Avevano subito una deviazione a causa del maltempo, e stavano cercando di raggiungere le coste del Mozambico; fortuitamente avvistarono Mauritius, Riunione e, il 10 agosto, il Madagascar, che Dias battezzò "Isola di San Lorenzo" (Ilha de São Lourenço).
Nei secoli successivi, diverse potenze marinare europee (Portogallo, Paesi Bassi, Gran Bretagna e Francia) cercarono di creare insediamenti stabili sull'isola, allo scopo di utilizzarli come luoghi di scalo e rifornimento per le navi che doppiavano il Capo di Buona Speranza dirette verso l'Asia. Malattie, intemperie e scontri con le popolazioni locali risultarono però essere ostacoli insormontabili. Fra gli insediamenti a subire questa sorte c'è la prima colonia francese in Madagascar, a Fort Dauphin (oggi Tolagnaro).
Sopravvissuti e profughi di vario genere, intanto, erano riusciti a entrare in rapporti con le popolazioni locali. Verso la fine del XVII secolo, proprio perché rimaneva fuori dal controllo delle grandi potenze europee, il Madagascar divenne il rifugio ideale per i pirati che depredavano le navi da carico sulla rotta delle Indie. In particolare l'isola di Sainte-Marie divenne l'equivalente di Tortuga nell'Oceano Indiano; secondo alcune fonti, l'isola arrivò a contare una popolazione di 1.500 pirati, armati con 50 cannoni. Molti pirati si mescolarono con le popolazioni locali, contribuendo ad arricchire il già variegato patrimonio culturale e genetico degli indigeni malgasci. Fra i pirati celebri che trascorsero parte della propria vita in Madagascar si possono citare François Cauche, Abraham Samuel, Long Ben, Samuel Burgess, William Kidd, Adam Baldrighe, Culliford, Tomas White detto "Tam" e James Plantain. Tra l'altro, furono i pirati statunitensi a portare il riso malgascio nella Carolina del Sud.
Fu in questo periodo che avrebbe avuto luogo la nascita di Libertalia, una nazione pirata anarchica di cui si narra nel libro A General History of the Pyrates scritto dal capitano pirata Charles Johnson (oppure, secondo alcuni studiosi, da Daniel Defoe).

## Lo schiavismo e la nascita dei regni
Diversi popoli malgasci avevano l'abitudine di vendere i propri prigionieri di guerra come schiavi, e avevano praticato per secoli questo commercio con gli arabi. Con il colonialismo, e la conseguente necessità di manodopera a basso costo da inviare nelle Americhe, la richiesta di schiavi aumentò enormemente; questa volta i clienti erano gli europei.
Il colonialismo e il fenomeno della tratta degli schiavi africani verso le Americhe svolse un ruolo cruciale nell'evoluzione del Madagascar fra il XVI e il XVII secolo. Diversi popoli malgasci iniziarono a commerciare con gli europei, vendendo schiavi e importando alcool e armi da fuoco; in questo modo, riuscirono a imporsi sui propri vicini, formando i primi imperi. In questo periodo nacquero il regno dei Sakalava di Menabe a ovest, il regno degli Zana-Malata sulla costa orientale (i cui membri erano discendenti meticci degli indigeni e dei pirati), e il regno di Merina sull'altopiano centrale.
Il primo sovrano a puntare attivamente all'unificazione del Madagascar sotto la propria corona fu Andrianahifotsy, figlio di Andriamisara I, fondatore del Regno di Menabe. Il tentativo di Andrianahifotsy però fallì. Lo stesso Regno di Menabe si scisse con la nascita del Regno di Boina, fondato da un secondogenito di stirpe reale di Menabe, Andriamandisoarivo.

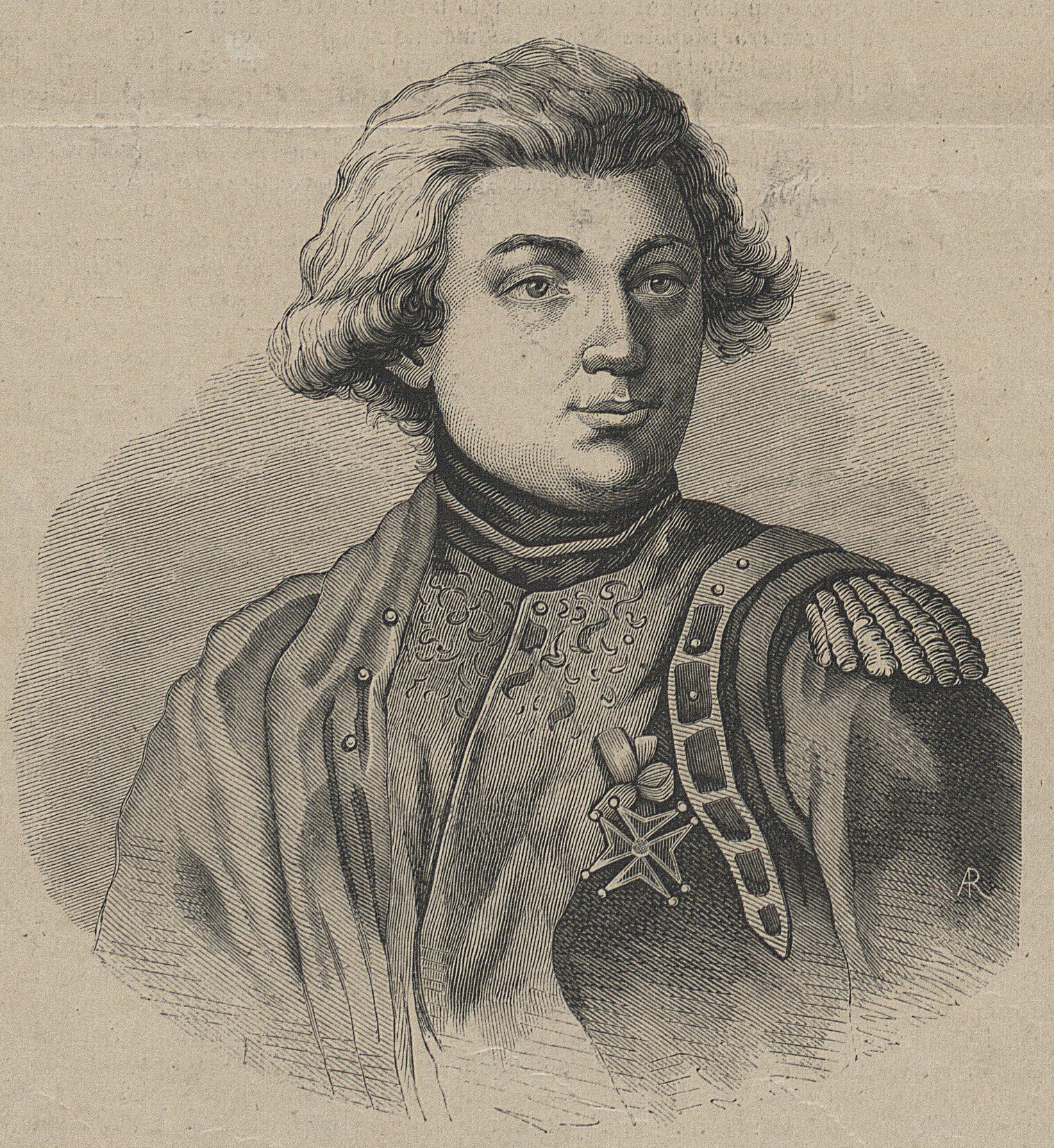
M. A. Beniowski

Fra la fine del XVII secolo e l'inizio del XVIII, il piccolo clan degli Tsitambala, guidato da Ramanano, riuscì a conquistare il controllo dell'intera costa orientale dell'isola. Nel 1712, l'esercito di Ramanano fu sconfitto presso Fenoarivo dalle forze di un leader emergente del popolo Zana-Malata, il meticcio Ratsimilaho, figlio del pirata britannico Thomas White e di una principessa indigena di Sainte Marie di nome Antavaratra Rahena. In parte attraverso la scelta accorta di matrimoni politici, Ratsimilaho riuscì a unificare sotto il proprio dominio tutti i popoli del Madagascar orientale, fondando il regno di Betsimisaraka ("coloro che sono uniti"). La figlia di Ratsimilaho, Bety, divenne regina a quindici anni. Nel 1750, Bety sposò un naufrago francese, Jean Filet detto "Capitano Bigorne", al quale in seguito donò l'isola di Sainte Marie, che Bigorne poi cedette a sua volta alla Corona di Francia. Questo episodio apparentemente insignificante era destinato a fornire ai francesi un primo pretesto formale per l'occupazione militare di suolo malgascio.
Il figlio e successore di Bety, Zanahary, si trovò di fronte una situazione politica fortemente degenerata. Attriti interni e l'insorgere di sentimenti nazionalistici nei vari gruppi causarono un rapido disgregamento del regno Betsimisaraka, che gradualmente si ridusse alla sola regione di Fenoarivo. Seguì un periodo di grande confusione politica, segnato anche da figure come quella di Maurice-Auguste Beniowski, un mercante di schiavi franco-ungherese che si insediò per qualche tempo ad Antongila autoproclamandosi imperatore del Madagascar.

## L'ascesa dei Merina

### I fondatori: Andrianampoinimerina e Radama

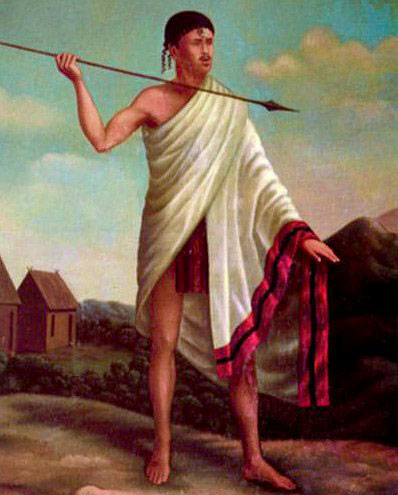
Andrianampoinimerina

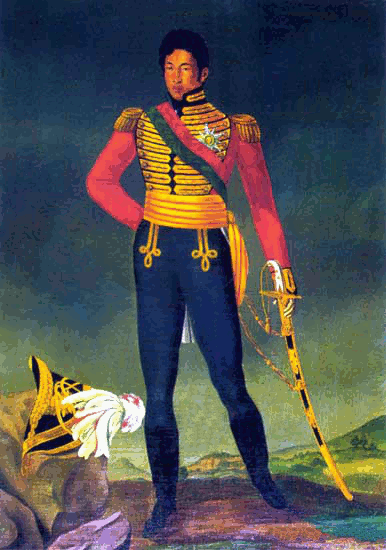
Radama I

Il popolo Merina, che abitava l'altopiano centrale del Madagascar ed era dedito alla coltivazione del riso, fu interessato solo marginalmente dalle vicissitudini dei regni e degli imperi delle coste. Verso la fine del XVIII secolo, il re Merina Andrianampoinimerina (circa 1745-1810) riuscì a unificare i popoli del centro del Madagascar sotto la propria corona; come Ratsimilaho a est, Andrianampoinimerina ottenne questo risultato in parte grazie a una serie di matrimoni politici con diverse principesse dell'altopiano, e in parte con la forza militare (usata, in particolare, nei confronti dei Betsileo e dei Bara). Andrianampoinimerina si distinse anche per una amministrazione saggia e innovativa; tra le altre cose, ordinò la costruzione di dighe e canali per ampliare le terre coltivabili del proprio regno, e introdusse presso i contadini l'uso di vanghe di metallo. Come capitale del regno scelse Antananarivo, situata in una posizione strategica per controllare l'altopiano. Le sue ambizioni riguardavano l'intera isola: in un'occasione affermò "Il mare è il confine della mia risaia" ("ny ranomasina no valapariako"). Quando morì nel 1810, tuttavia, Andrianampoinimerina non aveva raggiunto questo scopo.
L'unificazione dell'isola spettò al figlio e successore di Andrinampoinimerina, Radama I detto "Radama il Grande" (1792–1828). Radama ebbe la fortuna di salire al trono in una congiuntura internazionale particolarmente favorevole. In Europa, la sconfitta di Napoleone Bonaparte nel 1814-1815 introdusse un nuovo assetto politico dominato dalla Gran Bretagna. Gli inglesi intrapresero una serie di azioni volte a scalzare la presenza francese nell'Oceano Indiano; dopo aver conquistato Mauritius, gli inglesi riconobbero formalmente come nazione sovrana il Regno del Madagascar e Radama I come sovrano del regno, contrastando in questo modo l'ambizione coloniale che la Francia da sempre nutriva verso l'isola.
Radama I strinse con gli inglesi numerosi accordi; tra l'altro, acconsentì a dichiarare illegale il commercio di schiavi (cosa che danneggiava le colonie francesi, per esempio Riunione) e accolse in Madagascar i missionari protestanti inglesi, consentendo di fatto il diffondersi della cultura anglosassone presso il suo popolo. In cambio, ricevette dagli inglesi oro, argento, polvere da sparo, moschetti, consiglieri militari e persino uniformi per il suo esercito. Così rifornito, l'esercito Merina ebbe ragione dei suoi principali rivali, i Sakalava dell'ovest e i Betsimisaraka dell'est. Nel 1824, Radama I poté dichiarare: "Oggi l'intera isola è mia! Il Madagascar non ha che un padrone".

### Ranavalona la Crudele
Alla morte di Radama, nel 1828, la corona passò a sua moglie, la regina Ranavalona I, passata alla storia anche come "Ranavalona la Crudele", che diede inizio al suo regno sterminando gli eredi e i parenti del re. Legata alle tradizioni malgasce, Ranavalona si dedicò attivamente a cancellare gli effetti di quasi tutte le innovazioni introdotte da Andrinampoinimerina e Radama. Riportò a corte aristocratici e stregoni che avevano progressivamente allontanato dalle posizioni di potere; espulse i missionari britannici; vietò il Cristianesimo, dando luogo a sistematiche e cruente persecuzioni dei convertiti (secondo le stime attuali, circa 150.000 persone furono uccise in quello che i cristiani malgasci ricordano come tany maizina, "il periodo in cui la terra era oscura"). Furono annullate le riforme legali di Andrianampoinimerina, a favore di usanze millenarie come la pratica di far bere il succo di una pianta velenosa a coloro che venivano portati in tribunale, affidando agli dèi il compito di salvarli dimostrando la loro innocenza. I rapporti con gli inglesi e in generale con gli europei furono ridotti al minimo o completamente compromessi.
La politica spietata e reazionaria della regina portò suo figlio, l'erede al trono Radama II, a tramare contro di lei. Segretamente vicino al cattolicesimo e ai circoli nazionalisti francesi di Antananarivo, nel 1854 Radama II scrisse a Napoleone III chiedendogli di invadere il Madagascar e destituire la regina. Il 28 giugno 1855 Radama firmò un documento che concedeva a un uomo d'affari francese di nome Joseph-François Lambert il diritto esclusivo di sfruttamento di tutte le risorse minerarie del Madagascar, delle foreste e del terreno inutilizzato, in cambio di una percentuale da versarsi alla dinastia Merina. Di fatto, questi documenti andarono ad aggiungersi alle giustificazioni formali con cui la Francia avrebbe in seguito difeso, a livello internazionale, il proprio diritto ad annettere il Madagascar nei propri domini coloniali.
Napoleone III, in ogni caso, non rispose all'appello di Radama II, che progettò insiemi ai nazionalisti francesi un colpo di Stato, sventato dalla stessa Ranavalona nel 1857. La scoperta del complotto ai suoi danni contribuì a radicalizzare le posizioni della regina, che espulse dal paese tutti gli stranieri.
Radama II salì comunque al trono alla morte di sua madre, nel 1861, dedicandosi immediatamente a ripristinare le riforme di Radama I. Tuttavia, l'aristocrazia malgascia, che con Ranavalona era tornata al potere, dimostrò di non gradire questa nuova inversione di rotta: Radama fu strangolato nel 1863, dopo meno di due anni sul trono. Fu l'ultimo maschio a essere salito sul trono del Madagascar.

### La dinastia delle regine

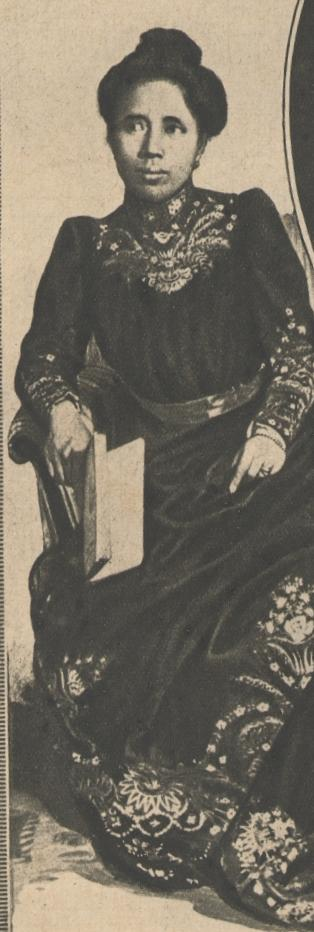
Ranavalona III

L'assassinio di Radama II viene attribuito all'allora primo ministro Rainivoninahitriniony. In seguito, Rainivoninahitriniony e suo fratello Rainilaiarivony (succedutogli nel ruolo di primo ministro) furono i veri registi della vita politica del Madagascar.
A Radama II succedette Rasoherina, la sua vedova, incoronata il 13 maggio 1863. Fu lo stesso Rainilaiarivony a dettarle le condizioni sotto cui avrebbe potuto salire al trono; tra le altre cose, la regina ripristinò la libertà di culto abolita da Ranavalona I. Rasoherina viene anche ricordata per aver rafforzato i rapporti diplomatici con l'Inghilterra, la Francia e gli Stati Uniti. Sposò prima Rainivoninahitriniony e poi Rainilaiarivony, e regnò fino al giorno della propria morte, il 1º aprile 1868.
Nel 1869 fu incoronata Ranavalona II, anche lei sposa del primo ministro Rainilaiarivony. Dichiaratamente cristiana, Ranavalona II era stata istruita dalla London Missionary Society e battezzata dalla Chiesa d'Inghilterra. Sotto il suo regno, l'anglicanesimo divenne la religione di Stato. La regina chiese anche che i sampy, i talismani che la sua omonima Ranavalona I aveva sempre dichiarato di considerare miracolosi, fossero bruciati sulla pubblica piazza come simboli di idolatria. I missionari, sia cattolici che protestanti, iniziarono ad arrivare sempre più numerosi, e costruirono scuole e chiese. Complessivamente, il regno di Ranavalona II fu caratterizzato dal tentativo di trasformare rapidamente la cultura malgascia secondo modelli europei, soprattutto inglesi. In alcune parti dell'isola, l'inglese divenne la seconda lingua della popolazione.
L'ultima regina, ancora scelta da Rainilaiarivony sia come regnante che come moglie, fu Ranavalona III, incoronata il 22 novembre 1883. La regina cercò di riequilibrare i rapporti fra il Madagascar e la Francia, che ancora rivendicava i propri tradizionali privilegi nei rapporti con il paese. Tra le azioni di Ranavalona vi fu l'abolizione della Carta di Lambert e il tentativo, peraltro fallito, di invocare la protezione degli Stati Uniti. Nel 1883, le truppe francesi sbarcarono in Madagascar e, in quella che viene chiamata la guerra franco-hova (dal nome "hova" degli aristrocratici Merina), costrinsero Ranavalona al pagamento di un risarcimento ai discendenti di Lambert e alla cessione di Antsiranana, Nosy Be e Île Sainte-Marie come protettorati francesi.
Nel frattempo, le potenze europee stavano spartendosi l'Africa. Nel contesto di un complesso accordo con Germania e Francia, gli inglesi acconsentirono a rinunciare a qualsiasi pretesa sul Madagascar. I francesi, finalmente liberi da vincoli politici e diplomatici, dichiararono l'intero Madagascar protettorato francese (1890). Ranavalona III e Rainilaiarivony cercarono di opporre resistenza, arrivando infine a disobbedire apertamente alle direttive dei francesi, che nel 1895 replicarono dando inizio a un'invasione in grande stile del Madagascar, partendo da Mahajanga e puntando direttamente su Antananarivo. La seconda guerra franco-hova si concluse rapidamente (solo venti soldati francesi morirono in combattimento, anche se diverse migliaia furono vittime della malaria) e nel 1896 il Madagascar divenne formalmente una colonia francese. La dinastia Merina fu mandata in esilio in Algeria.

## Colonia francese

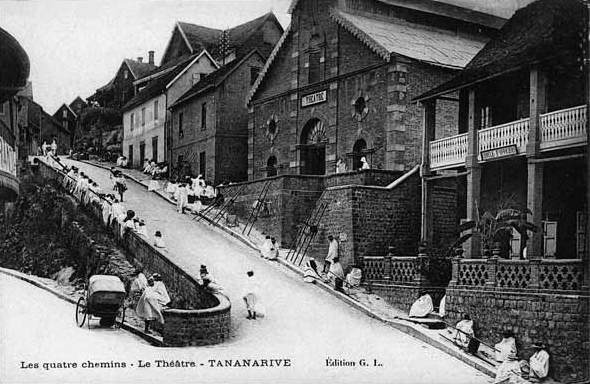
Cartolina di Antananarivo, ca. 1905

Il 30 settembre 1895 la capitale Antananarivo fu occupata dalle truppe francesi e il trattato di pace del 1º ottobre impose il protettorato sull'isola sul regno Imerino. Nel 1897 il Governatore generale del Madagascar Joseph Simon Gallieni, a seguito di una cospirazione di corte, soppresse il regno Imerino ed esiliò l'ultima regina Ranavalona III ad Algeri.
I francesi si adoperarono per eliminare ogni influenza inglese dal Madagascar. Imposero l'uso del francese come lingua ufficiale, osteggiando non solo l'uso dell'inglese ma anche della stessa lingua malgascia. Imposero un regime fiscale estremamente severo (che alcuni autori paragonano a una reintroduzione dello schiavismo) ed espropriarono gran parte del territorio per crearvi piantagioni di caffè nelle mani di compagnie private.
Come possedimento francese, il Madagascar fu coinvolto nella prima e nella seconda guerra mondiale; le truppe malgasce combatterono tra l'altro in Francia, Marocco e in Siria. Dopo la caduta della Francia nella seconda guerra mondiale, il governo filo-tedesco di Vichy assunse il controllo del Madagascar, mantenendolo fino al 1942, anno in cui gli inglesi invasero l'isola per prevenire il suo uso strategico da parte delle truppe giapponesi. Dopo la guerra, l'isola fu resa alla Francia.

## L'indipendenza

### La nascita dei movimenti nazionalisti
Il secondo dopoguerra vide il diffondersi nel Madagascar di sentimenti nazionalisti e indipendentisti. Le nuove generazioni di malgasci, che avevano ricevuto un'istruzione di tipo europeo e avevano in alcuni casi combattuto all'estero per la Francia, iniziarono a pretendere di essere trattati come pari dei cittadini francesi. La rivolta del 1947 contò tra 30.000 e 40.000 morti in oltre un anno di scontri. Nei primi anni cinquanta sorsero numerosi partiti e movimenti politici malgasci indipendentisti.
L'atteggiamento della Francia verso i possedimenti d'oltremare iniziò a mutare nel 1956 con la legge quadro Defferre, che prevedeva l'istituzione nelle colonie di governi locali eletti a suffragio universale e dotati di una parziale autonomia rispetto al governo francese.
Il 27 maggio 1957 fu creato il Consiglio del governo (in francese Conseil du Gouvernement) e venne istituita la carica di Vicepresidente del Consiglio del Governo, poi rinominata Presidente del Consiglio del Governo con L'avvento del generale Charles de Gaulle al potere in Francia nel giugno 1958.

### La Repubblica malgascia (1960-1975)
Nel 1958, in seguito anche al ritorno al potere di Charles de Gaulle, i malgasci ebbero la possibilità di votare per la propria indipendenza. Una costituzione nazionale entrò in vigore dal 1959 e il 26 giugno 1960 il Madagascar divenne ufficialmente una repubblica indipendente, con Philibert Tsiranana come primo presidente.
La politica di Tsiranana, che pareva volta a preservare lo status quo e salvaguardare gli interessi francesi, venne apertamente criticata da molti dei partiti e dei politici che erano stati protagonisti della lotta per l'indipendenza. Nel 1972, Tsiranana si ritirò cedendo il posto al generale Gabriel Ramanantsoa, il quale istituì un governo provvisorio militare e iniziò a stringere rapporti diplomatici con l'Unione Sovietica.

### La Repubblica democratica del Madagascar (1975-1993)
Tre anni dopo, nel 1975, un colpo di Stato portò al potere un altro militare, Didier Ratsiraka. Ratsiraka fu eletto presidente con un mandato di sette anni, in seguito esteso. Ratsiraka proseguì la politica socialista iniziata da Ramanantsoa, avviando una strategia di nazionalizzazione delle imprese private e contemporaneamente una "malgascizzazione" del sistema scolastico. Nello stesso periodo, l'attività dell'opposizione fu soggetta a forti limitazioni, così come la libertà di stampa nel paese. Nel 1977, il partito di Ratsiraka, l'Avant-garde de la Révolution Malgache (AREMA) divenne l'unico partito legale. Seguì un periodo di declino economico e di progressivo isolamento del Madagascar.
Verso la fine degli anni ottanta il regime di Ratsiraka iniziò a indebolirsi ed essere soggetto a pressioni sempre più incalzanti. In risposta al degrado della situazione economica del paese, Ratsiraka introdusse alcune riforme liberali. Contemporaneamente fu abolita la censura sulla stampa e nacquero nuovi partiti politici all'opposizione. Tutte queste misure non furono sufficienti a placare il movimento antigovernativo noto come Hery Velona, particolarmente forte nella provincia di Antananarivo. Il movimento diede luogo fra la fine degli anni ottanta e l'inizio degli anni novanta a numerose manifestazioni pacifiche di protesta e scioperi generali. Nel 1991, l'esercito governativo aprì il fuoco sui dimostranti a Iavoloha, uccidendo più di 30 persone.
Trovandosi in una posizione sempre più difficile, Ratsiraka accolse una negoziazione per la formazione di un governo transitorio. Il 31 ottobre 1991 furono create una serie di istituzioni ad interim e il presidente perse la gran parte dei propri poteri. Nello stesso periodo ebbe inizio il processo di formazione di un nuovo governo costituzionale.
Nel marzo del 1992, una nuova costituzione fu proposta da un forum nazionale organizzato dallo FFKM (il Consiglio delle Chiese Cristiane Malgasce). Lo svolgersi del processo fu accompagnato da disordini e scontri armati nel paese. Il testo della nuova costituzione fu accettato nell'agosto 1992 con un referendum, che vide favorevoli una larga maggioranza dei cittadini.

### La Repubblica del Madagascar (1993-2009)
Alle nuove elezioni presidenziali, nel 1993, Albert Zafy (leader del movimento Hery Velona) sconfisse Ratsiraka. Lo stesso Zafy subì l'impeachment nel 1996 quindi nel 1997 Zafy e Ratsiraka si affrontarono nuovamente alle urne, ma questa volta con esito opposto. La costituzione del 1998, voluta dal partito di Ratsiraka (l'AREMA) rafforzò notevolmente i poteri del presidente.
Nelle elezioni del dicembre 2001 entrambi i candidati sostennero di aver vinto; il Ministro dell'Interno dichiarò Ratsiraka nuovamente vincitore, nonostante le proteste dello sfidante Marc Ravalomanana. Ne seguì una nuova crisi, azioni di sabotaggio dei trasporti e qualche scontro sporadico nel paese, in quella che all'estero fu spesso descritta, forse eccessivamente, come una "guerra civile", e che ebbe comunque anche elementi di scontro etnico (Ratsiraka appartiene a una tribù della costa, i Betsimisaraka, mentre Ravalomanana appartiene ai Merina degli altopiani).
Nel luglio 2002 Ratsiraka e molti dei suoi si ritirarono in esilio in Francia. Ravalomanana, preso il potere, iniziò una serie di grandi progetti di riforma e una battaglia contro la corruzione. Nelle elezioni legislative del 2002 il suo partito TIM ("Tiako-I-Madagasikara", letteralmente "amo il Madagascar") ebbe una larga maggioranza, e un risultato favorevole alla linea del nuovo presidente si ebbe anche nelle elezioni municipali del 2003. Ma nemmeno questa legislatura avrà buon esito.

### Il colpo di stato del 2009
Il 17 marzo 2009 è nuovamente colpo di Stato. Il trentaquattrenne leader dell'opposizione, Andry Rajoelina, sostenuto dall'esercito assedia per poi conquistare il palazzo presidenziale, costringendo il presidente Ravalomanana a dimettersi, e acquisendo in toto il potere. Tutte le più importanti organizzazioni internazionali, a partire dall'Unione europea, l'Unione africana e l'ONU si oppongono al rovesciamento politico, ottenuto tramite la forza. Si instaura così quello che appare un vero e proprio regime: ciò è testimoniato anche dall'irruzione dell'esercito il 24 aprile 2009 alla Corte costituzionale e dall'arresto del presidente di tale organo, colpevole di non aver riconosciuto il potere di Rajoelina.
In seguito alle elezioni presidenziali del 20 dicembre 2013, Hery Rajaonarimampianina è stato eletto come nuovo presidente del Madagascar; il suo mandato è iniziato ufficialmente il 25 gennaio 2014 ed è durato fino al gennaio del 2019. Dal 19 gennaio 2019, il nuovo presidente è Andry Rajoelina.
Il Template:Date- si riunirà la Commissione mista franco-malgascia, incaricata di decidere in merito alla restituzione delle Isole Disperse al Madagascar.